# Hohentauern
Hohentauern là một đô thị thuộc huyện Judenburg trong bang Steiermark, nước Áo. Đô thị Hohentauern có diện tích 92,63 km², dân số cuối năm 2015 là 433 người.